# ねがい (村下孝蔵の曲)
「ねがい」は、村下孝蔵の楽曲。1986年11月21日にCBSソニーより「ねがい/とまりぎ」の両A面シングルで発売された。

## 解説
「ねがい」は、同年のアルバム『かざぐるま』の1曲目からのシングルカットである。同曲は、明星食品のインスタントラーメン「チャルメラ」のCMソングに起用された。
「とまりぎ」は1984年のアルバム『花ざかり』の9曲目からのシングルカットである。
両曲をカップリングして、村下のデビュー7年目、10枚目のシングルとして発売されたが、上述のように両A面扱いのためA・B面の区別がない。

## 収録曲
- 全曲、作詞・作曲:村下孝蔵／編曲:水谷公生／コーラスアレンジ：町支寛二

1. ねがい
2. とまりぎ

## カバー
とまりぎ
- 2006年、奥井亜紀（アルバム『絵日記と紙芝居〜村下孝蔵トリビュートアルバム〜』収録）